# Paulina Uścinowicz

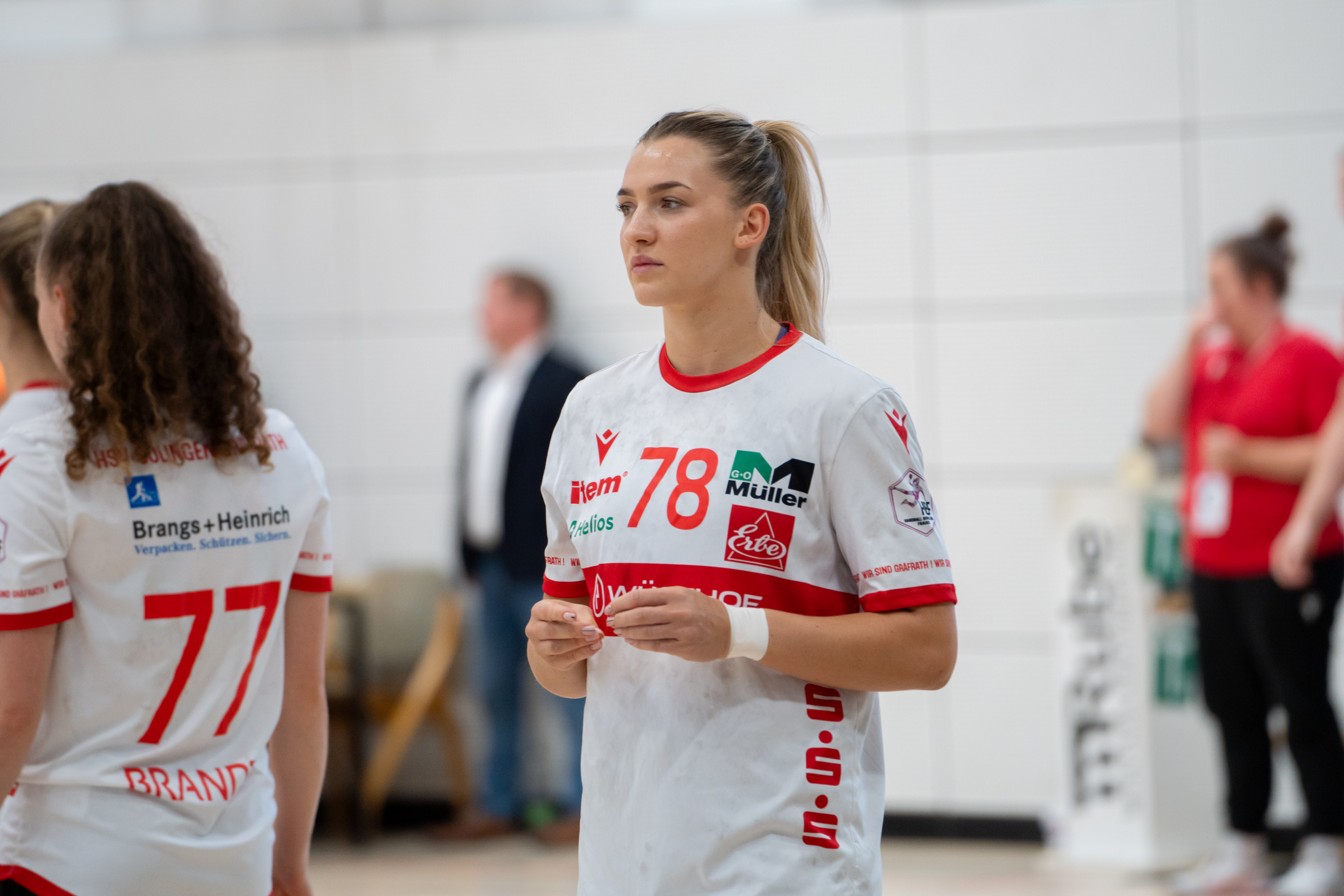
Paulina Uścinowicz 2024

Paulina Uścinowicz (geboren am 16. Oktober 1999 in Danzig) ist eine polnische Handballspielerin. Sie wird auf der Position linker Rückraum eingesetzt.

## Vereinskarriere
Paulina Uścinowicz spielte in Polen bei den Vereinen Vistal Gdynia und Start Elbląg. Von Elbląg wechselte sie nach Dänemark, wo sie bei København Håndbold aktiv war. Anschließend ging sie nach Frankreich zum Verein CJF Fleury Loiret Handball. Im November 2021 wurde Uścinowicz vom deutschen Bundesligisten Borussia Dortmund verpflichtet. Ab dem Sommer 2022 stand sie beim deutschen Verein Frisch Auf Göppingen unter Vertrag. Ein Jahr später wechselte sie zum Bundesligaaufsteiger HSV Solingen-Gräfrath. Im Jahr 2024 trat sie mit dem HSV Solingen-Gräfrath den Gang in die Zweitklassigkeit an. Im Sommer 2025 wechselte sie zur Sport-Union Neckarsulm.
Mit den Teams aus Gdynia, Kopenhagen und Fleury-les-Aubrais spielte sie auch in internationalen Vereinswettbewerben wie dem EHF-Pokal und der EHF Champions League.

## Auswahlmannschaften
Die 1,86 Meter große Spielerin stand wiederholt im Aufgebot der polnischen Nationalmannschaft, so bei der Europameisterschaft 2020 und bei der Weltmeisterschaft 2023. Bislang absolvierte sie mindestens 18 Länderspiele für die polnische Auswahl, in denen sie 19 Treffer erzielte.